# Semslinie Kunstlijn

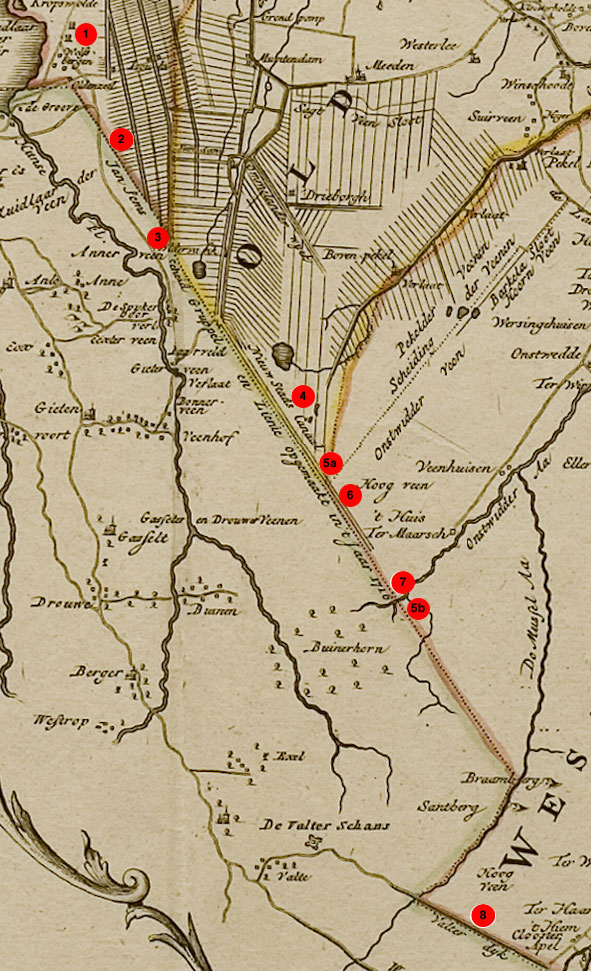
De Semslinie getekend op een kaart uit 1792 met daarop ingetekend bij benadering de locaties van de objecten van de Semslinie Kunstlijn

De Semslinie Kunstlijn is een kunstproject van een achttal objecten gerealiseerd door diverse beeldend kunstenaars langs of nabij de Semslinie, de grens tussen de Nederlandse provincies Drenthe en Groningen.

## Inleiding
In de periode 1980 tot 2005 vond er een grootschalige herindeling plaats van het gebied Oost-Groningen en de Gronings-Drentse veenkoloniën. Er was niet alleen sprake van een ruilverkaveling, ook de economische infrastructuur en het voorzieningenniveau werden verbeterd.
De wet Herinrichting Oost-Groningen en de Gronings-Drentse Veenkoloniën, die in 1983 werd vastgesteld bood hiertoe de mogelijkheden. In het kader van de herinrichting werden ook gelden voor kunst- en cultuurprojecten beschikbaar gesteld. Bij de afronding van de herinrichting werd besloten om een afsluitend kunstproject te realiseren langs of nabij de Semslinie, de grens tussen de beide provincies die betrokken waren bij de herinrichting.
Een achttal kunstobjecten kwam op deze manier tot stand. Zij vormen samen de Semslinie Kunstlijn, beginnend ten zuiden van Hoogezand en eindigend ten westen van Ter Apel.

## De acht objecten van de Semslinie Kunstlijn
1. Otium van Stichting Het Observatorium (André Dekker, Geert van de Camp, Ruud Reutenlingsperger) - nabij Wolfsbarge
2. Diepe Gronden van Eric de Lyon - nabij Kiel-Windeweer
3. Boog van Adriaan Rees - Eexterveenschekanaal
4. 1787 van Jorgen Leijenaar - Stadskanaal
5. Dialectisch objectief van Martijn Veldhoen - Stadskanaal
6. STARwagon van Atelier Van Lieshout - Stadskanaal
7. Nomansland van Marjorieke Glaudemans en Karel Lancel - Stadskanaal
8. Field Free Space van Elsa Stansfield en Madelon Hooykaas - Tussen Ter Apel en Nieuw-Weerdinge

## Fotogalerij

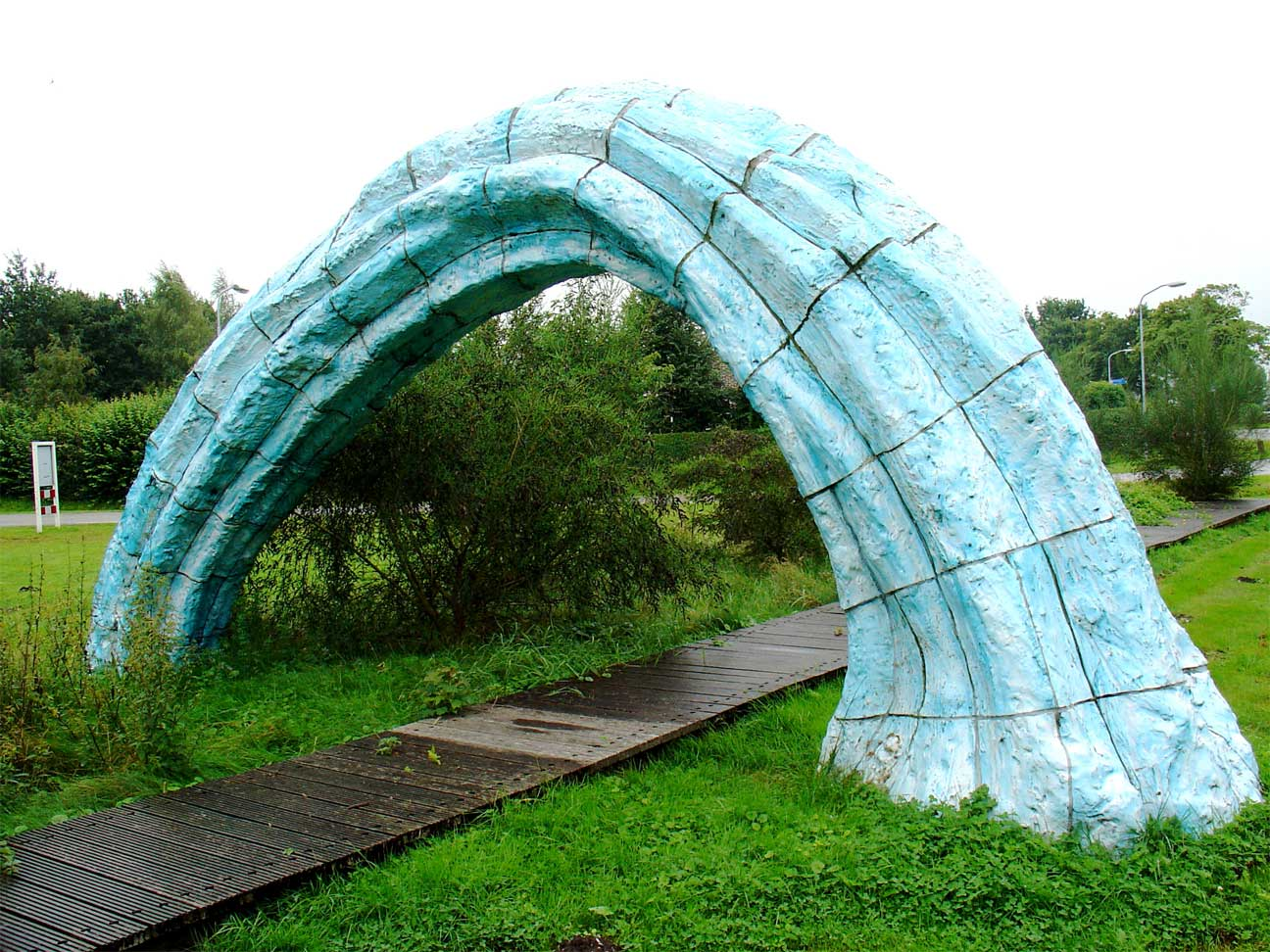
Boog van Adriaan Rees (Eexterveenschekanaal)
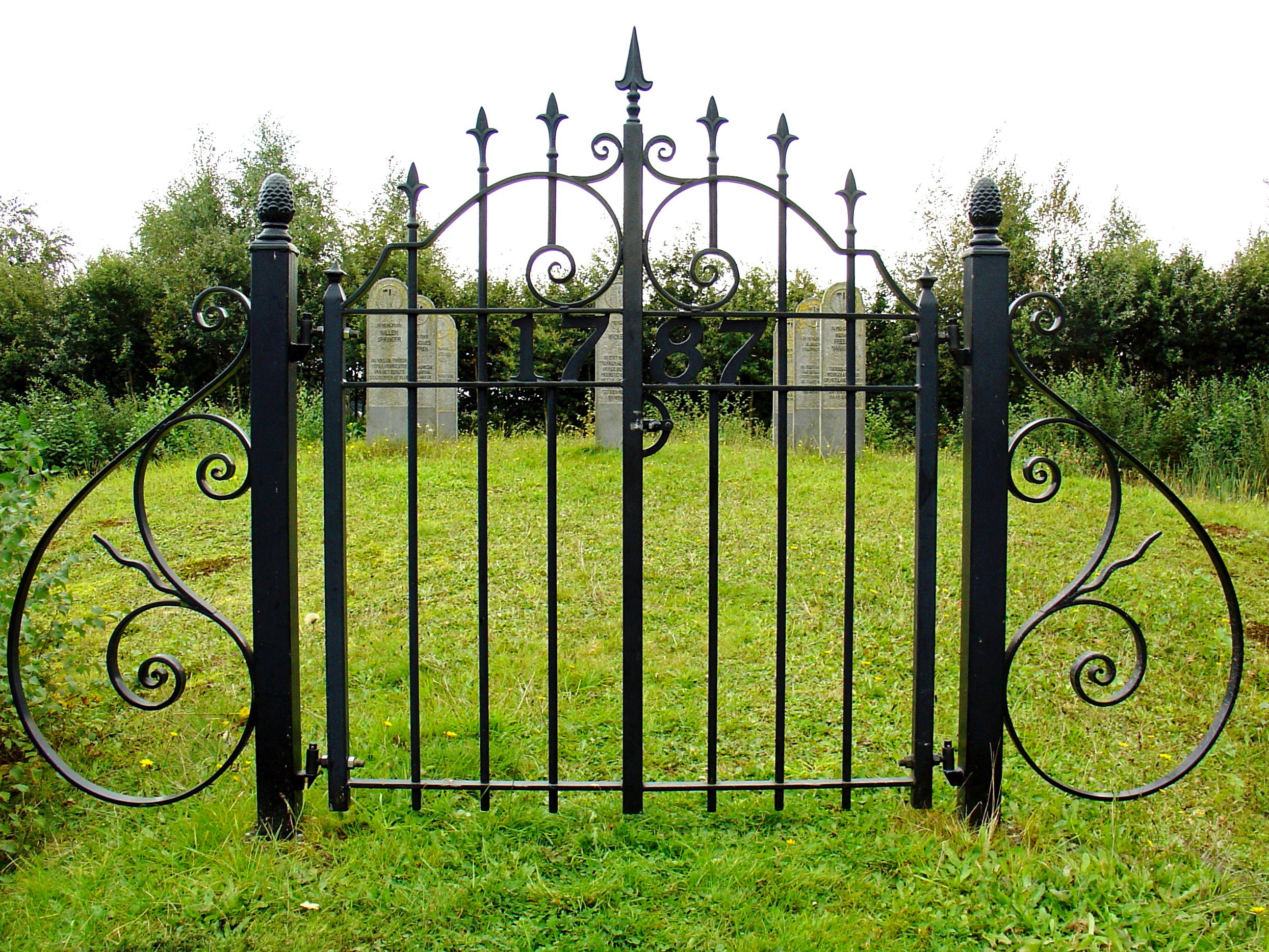
1787 van Jorgen Leijenaar (Stadskanaal)
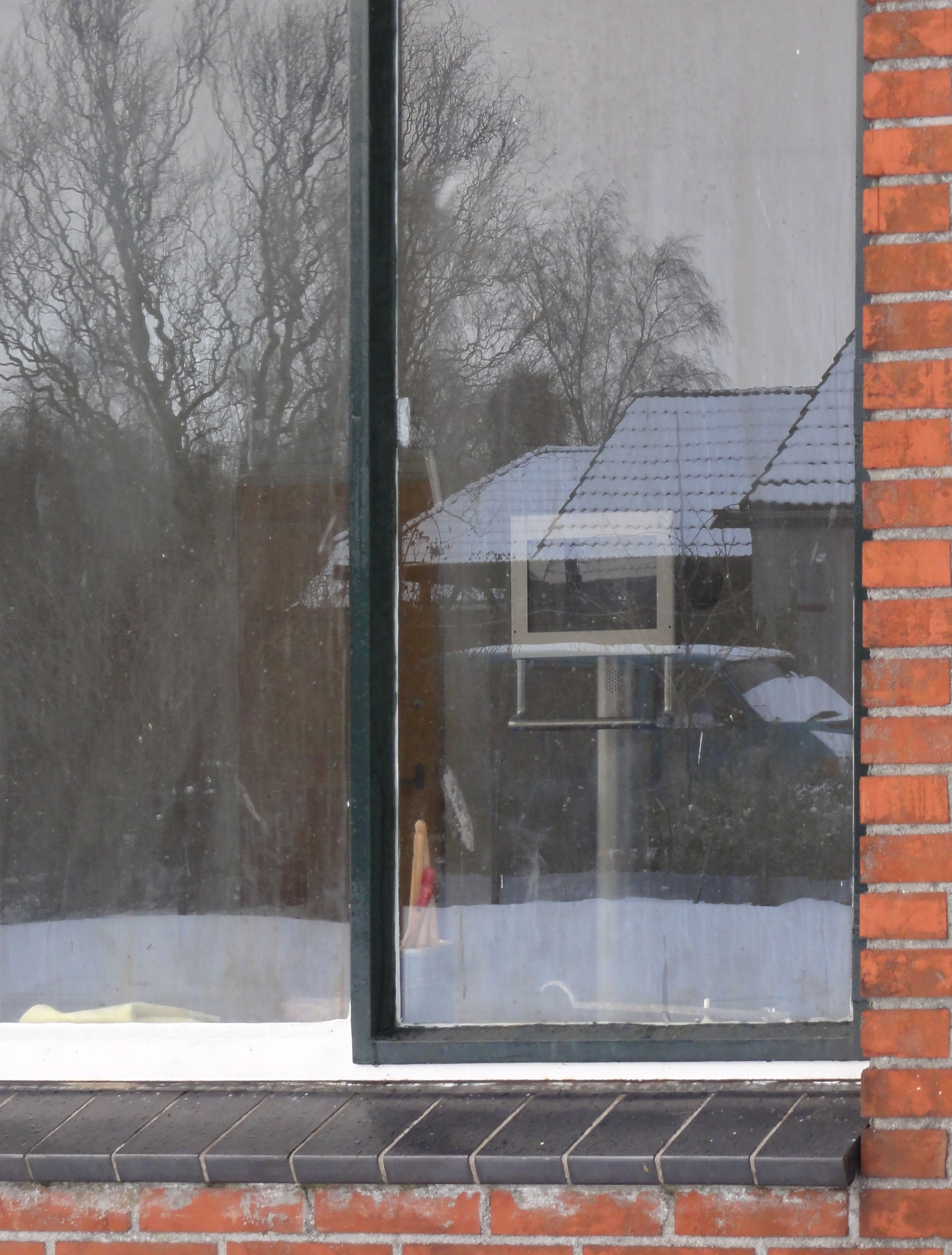
Dialectisch objectief door Martijn Veldhoen
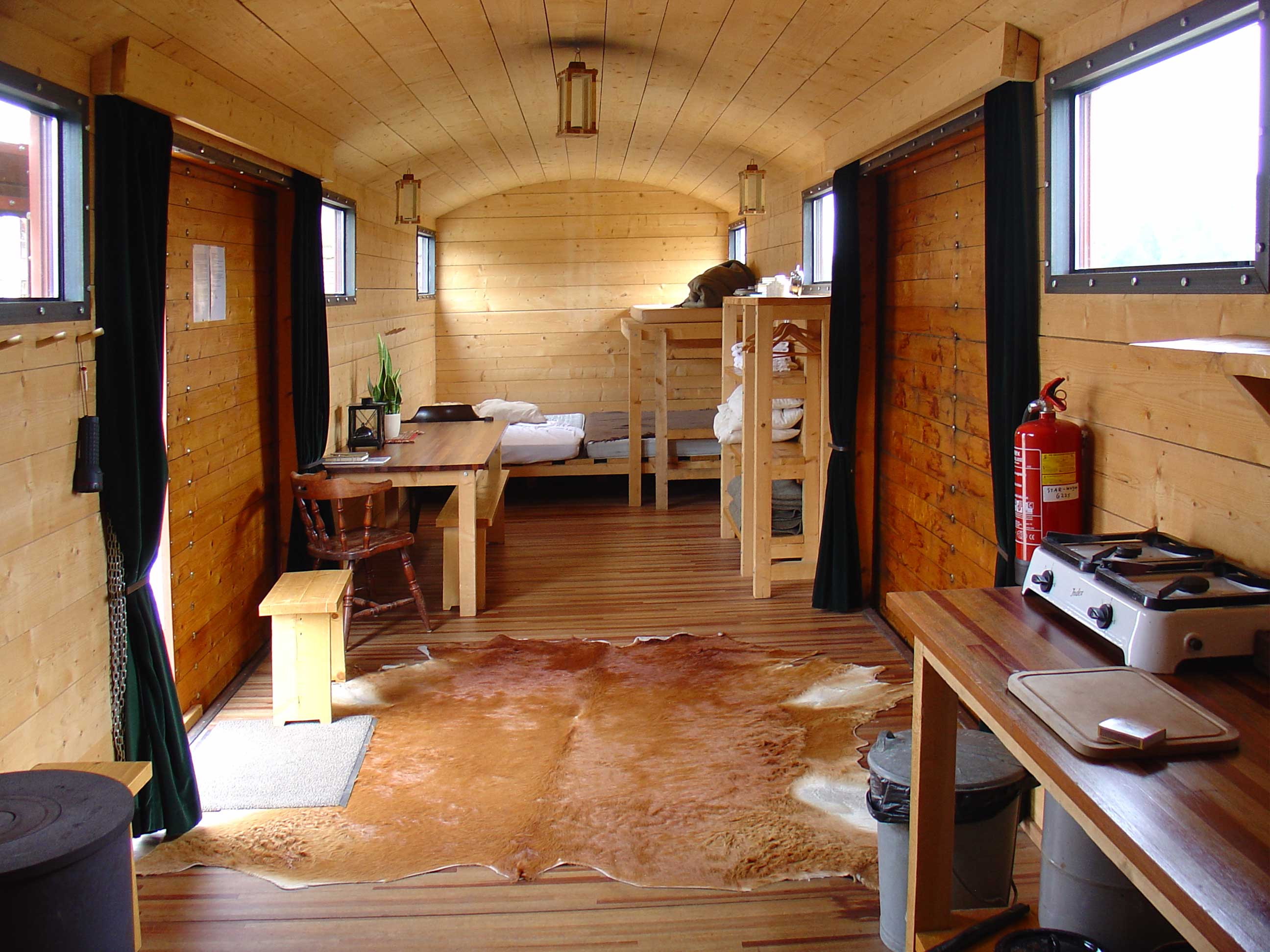
Starwagon door Atelier Van Lieshout (Stadskanaal)